# Pałac w Straszowicach
Pałac w Straszowicach – wybudowany pod koniec XIX w. w Straszowicach.

## Położenie
Pałac położony jest we wsi w Polsce, w województwie dolnośląskim, w powiecie wołowskim, w gminie Wołów.

## Historia
Obiekt jest częścią zespołu pałacowego, w skład którego wchodzą jeszcze: park oraz komin - pozostałości piekarni.